# Unanereis macgregori
Unanereis macgregori är en ringmaskart som beskrevs av Francis Day 1962. Unanereis macgregori ingår i släktet Unanereis och familjen Nereididae.
Artens utbredningsområde är Madagaskar. Inga underarter finns listade i Catalogue of Life.